# Szpecle

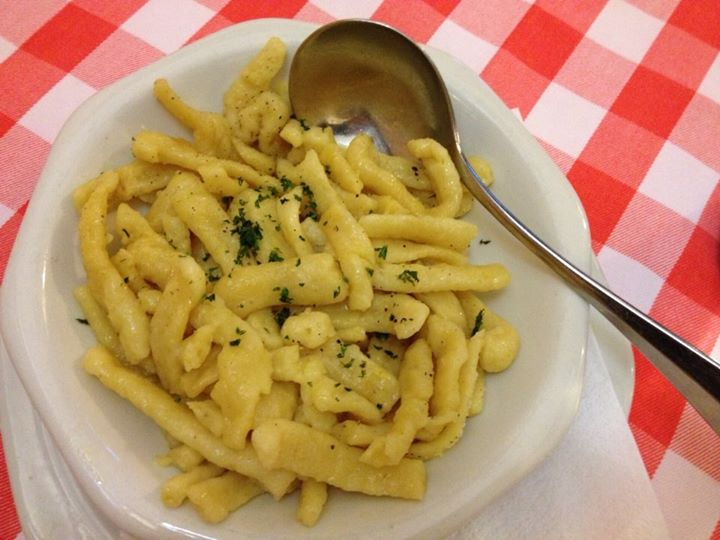
Domowe Spätzle

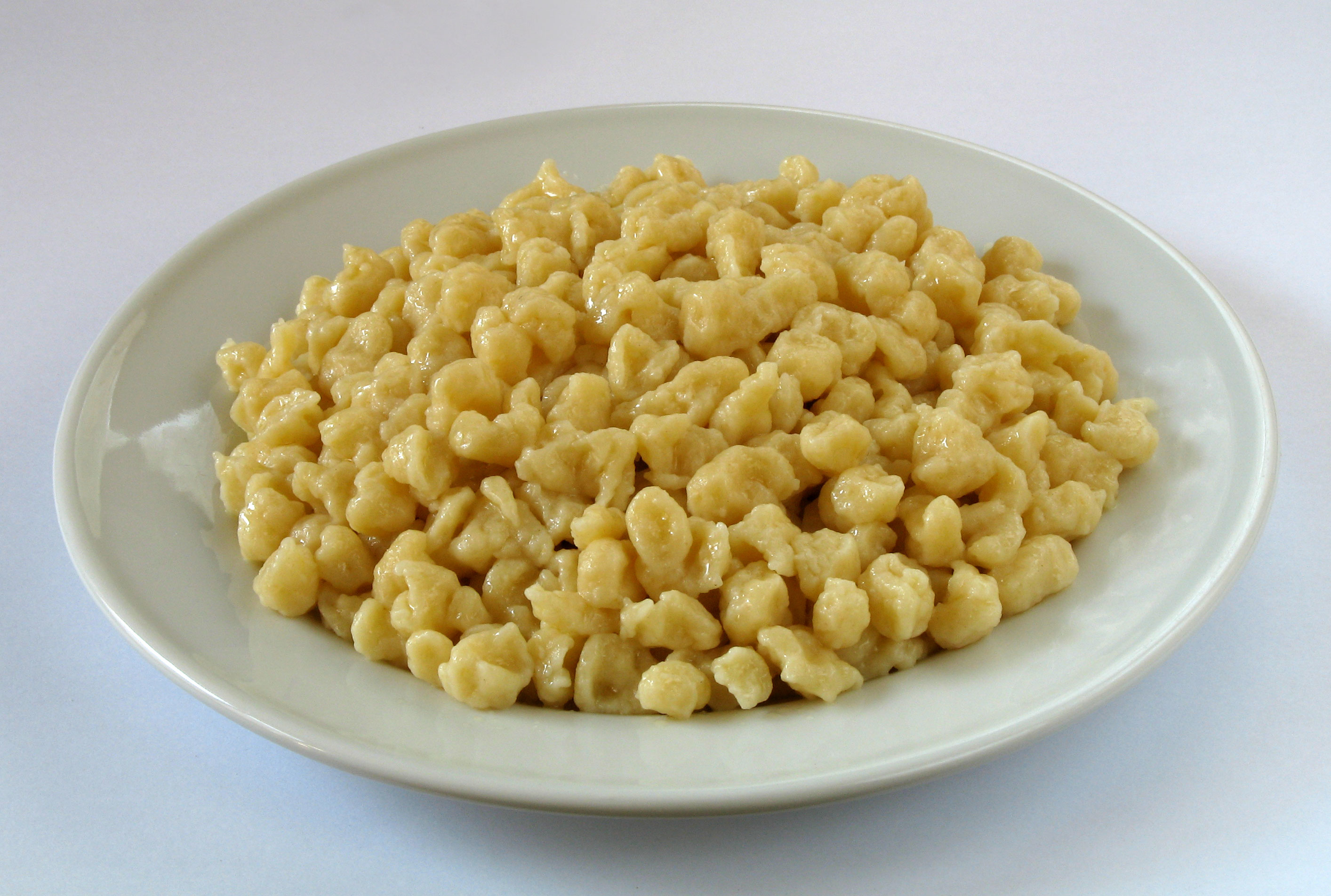
Knöpfli

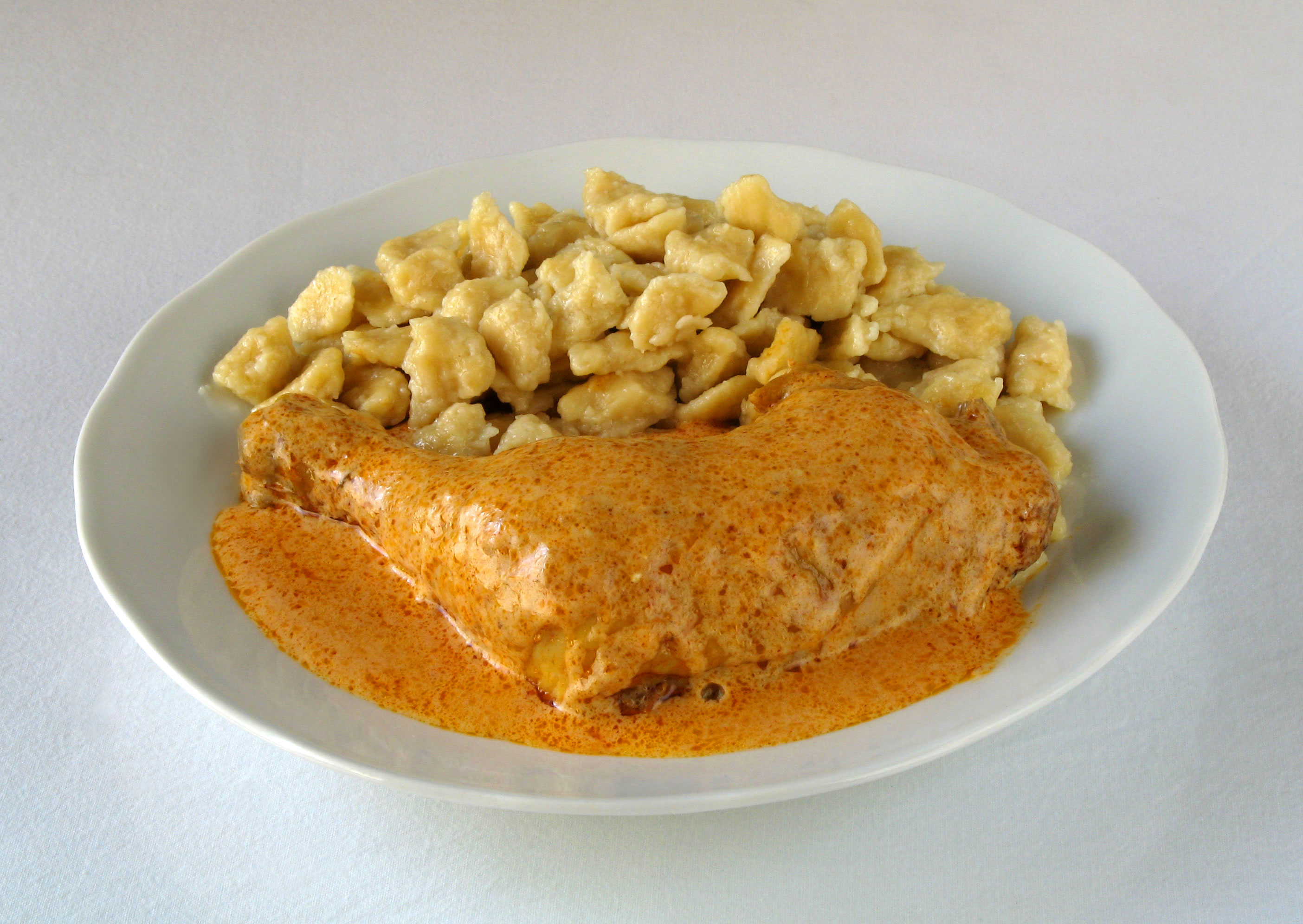
Nokedli podane do paprykarza z kurczaka

Szpecle (j. niem. Spätzle ['ʃpɛʦlə]; od Spatz = „wróbel”) – rodzaj klusek kładzionych; potrawa mączna wywodząca się z obszaru historycznej Szwabii a więc z terenów dzisiejszej południowej Badenii-Wirtembergii, południowozachodniej Bawarii, wschodniej Szwajcarii oraz z Alzacji (Francja). W Szwajcarii nazywane też Spätzli, na Węgrzech znane są jako nokedli. Jadane są też w Austrii oraz we Włoszech w regionie Trydent-Górna Adyga.

## Charakterystyka
Spätzle przygotowuje się z mąki, mleka lub wody i jajek. Zagniecione ciasto zrzuca się do gotującej wody przeciskając je przez specjalną praskę albo przecierając je przez sito (durszlak), łyżkę cedzakową, specjalną tarkę (przecierak), zwykłą tarkę z odpowiednio dużymi okami  etc.. Otwory powinny mieć średnicę ok. ¼ cala. Inna metoda polega na zrzucaniu porcji ciasta ze specjalnie wyprofilowanej deski za pomocą szpatułki lub noża. Wykładając ciasto łyżką można otrzymać kształty przypominające nieco gnocchi lub malutkie placuszki – w Austrii ta wersja znana jest jako Nockerln (lub Nocken).
Najkrótsze kluski tradycyjnie wytwarza się „ręcznie”, tzn. bez użycia praski: przykładem są zaokrąglone Knöpfle (Knöpfli), nazywane tak od niemieckiego słowa Knopf oznaczającego dosłownie guzik lub gałkę. Knöpfle przygotowuje się zwykle przy pomocy specjalnego sita. Przypominają wtedy kształtem haluški.
Spätzle po ugotowaniu mają lekko gumowatą konsystencję. Są zazwyczaj dość krótkie, o nieregularnych kształtach.
Ugotowane Spätzle tradycyjnie podsmaża się na maśle. Podaje się jako dodatek do mięs w sosach, albo też jako osobne danie: z boczkiem, ze skwarkami i duszoną cebulą, z bułką tartą, z żółtymi serami (Käsespätzle), itp. Na Węgrzech podawane są do gulaszu lub paprykarza z kurczaka (paprikás csirke). Czasem Spätzle podaje się na słodko.
Czasem dodaje się do ciasta ziemniaki (Kartoffelspätzle).

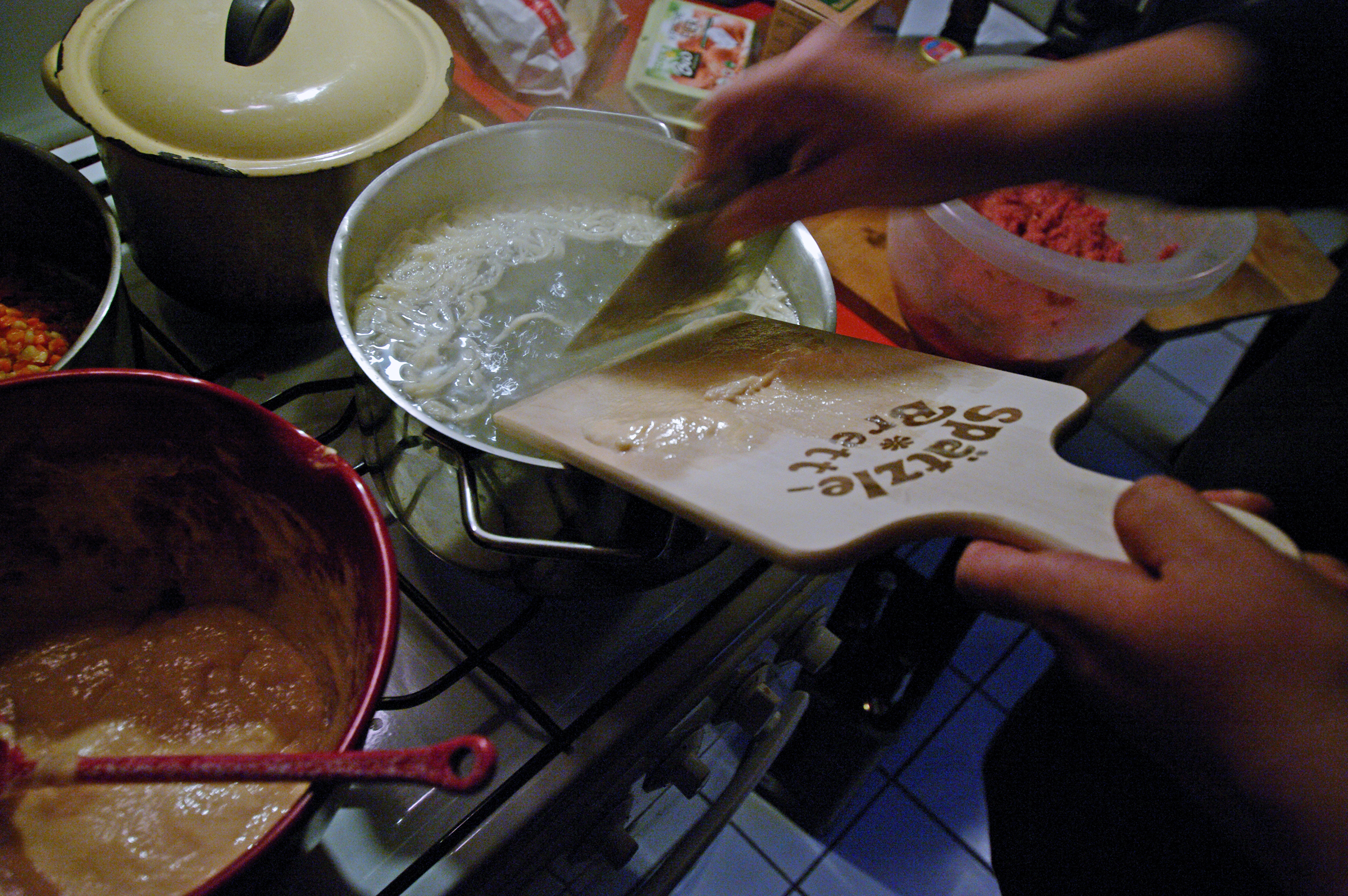
Zrzucanie porcji ciasta ze specjalnej deski za pomocą szpatułki
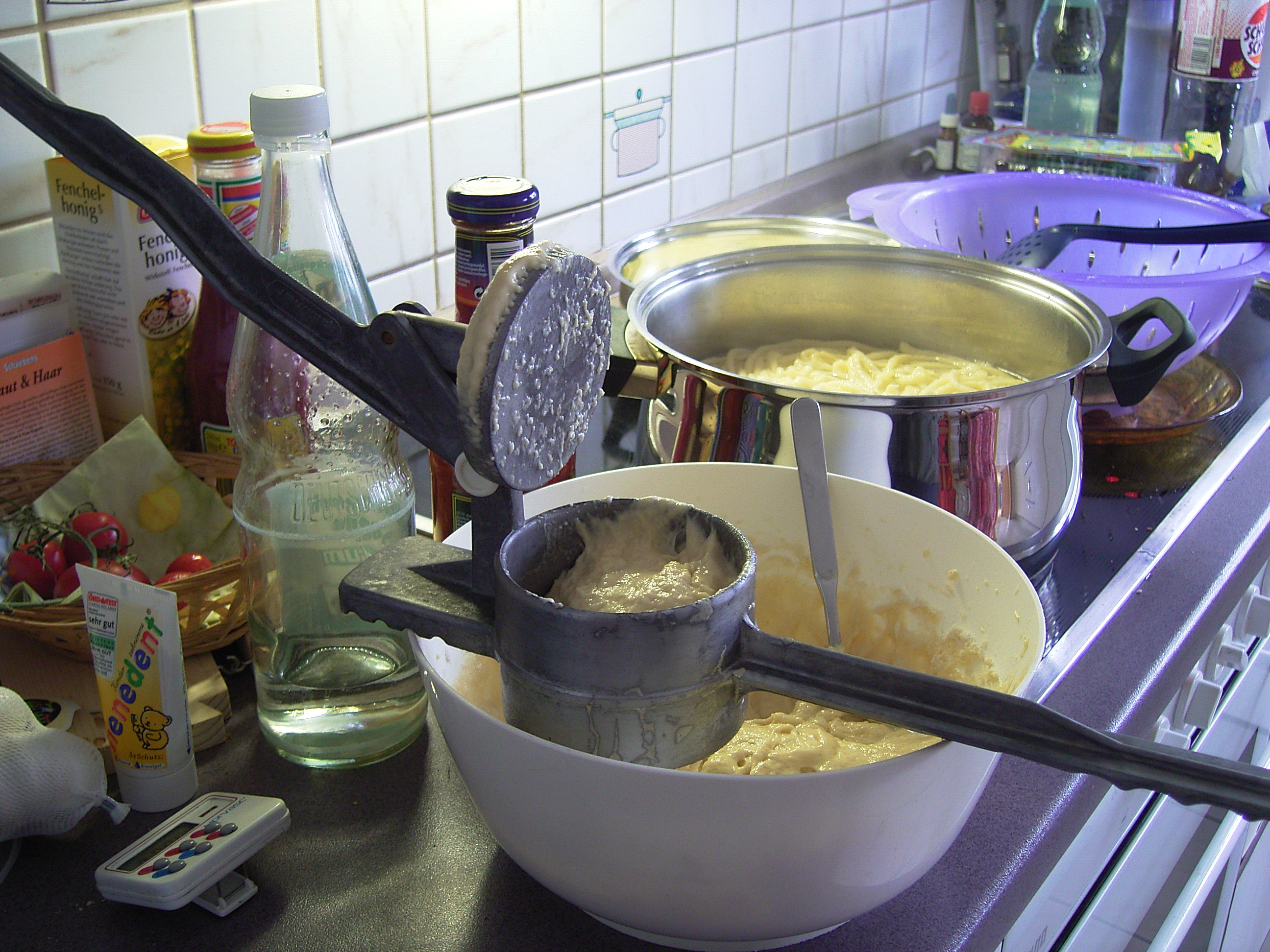
Prasa wypełniona ciastem na szpecle
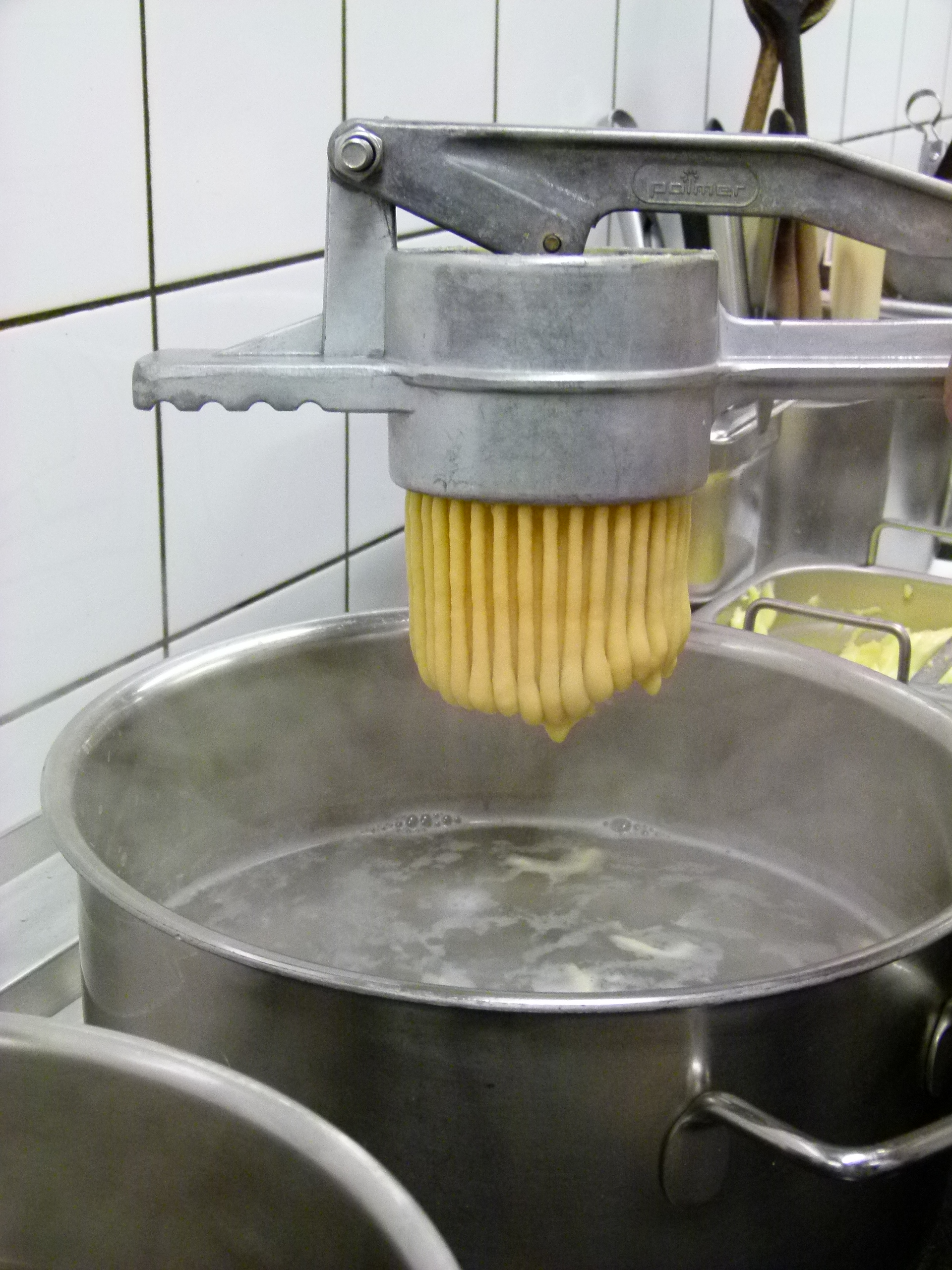
Przeciskanie ciasta na szpecle przez prasę (do garnka z wrzątkiem)
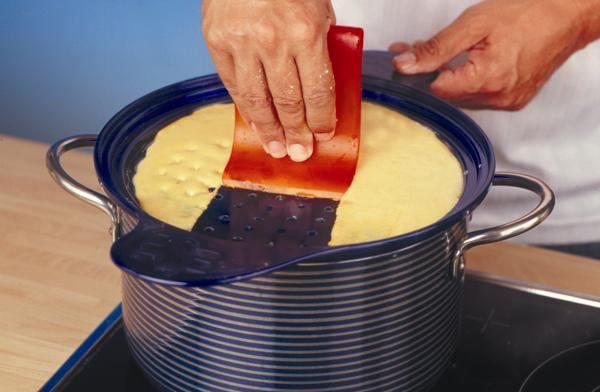
Przepuszczanie ciasta na szpecle przez specjalny przecierak
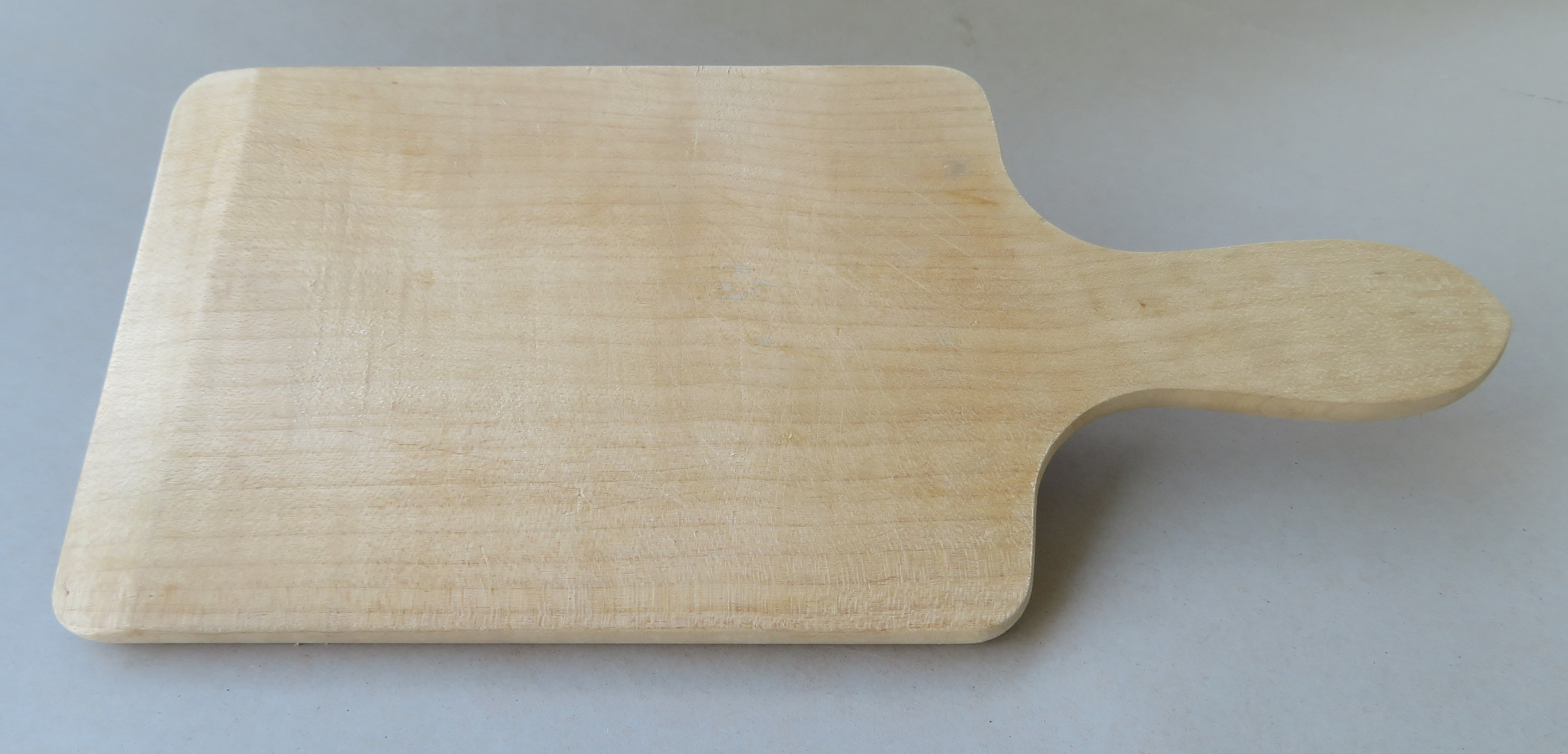
Deseczka do szpecli
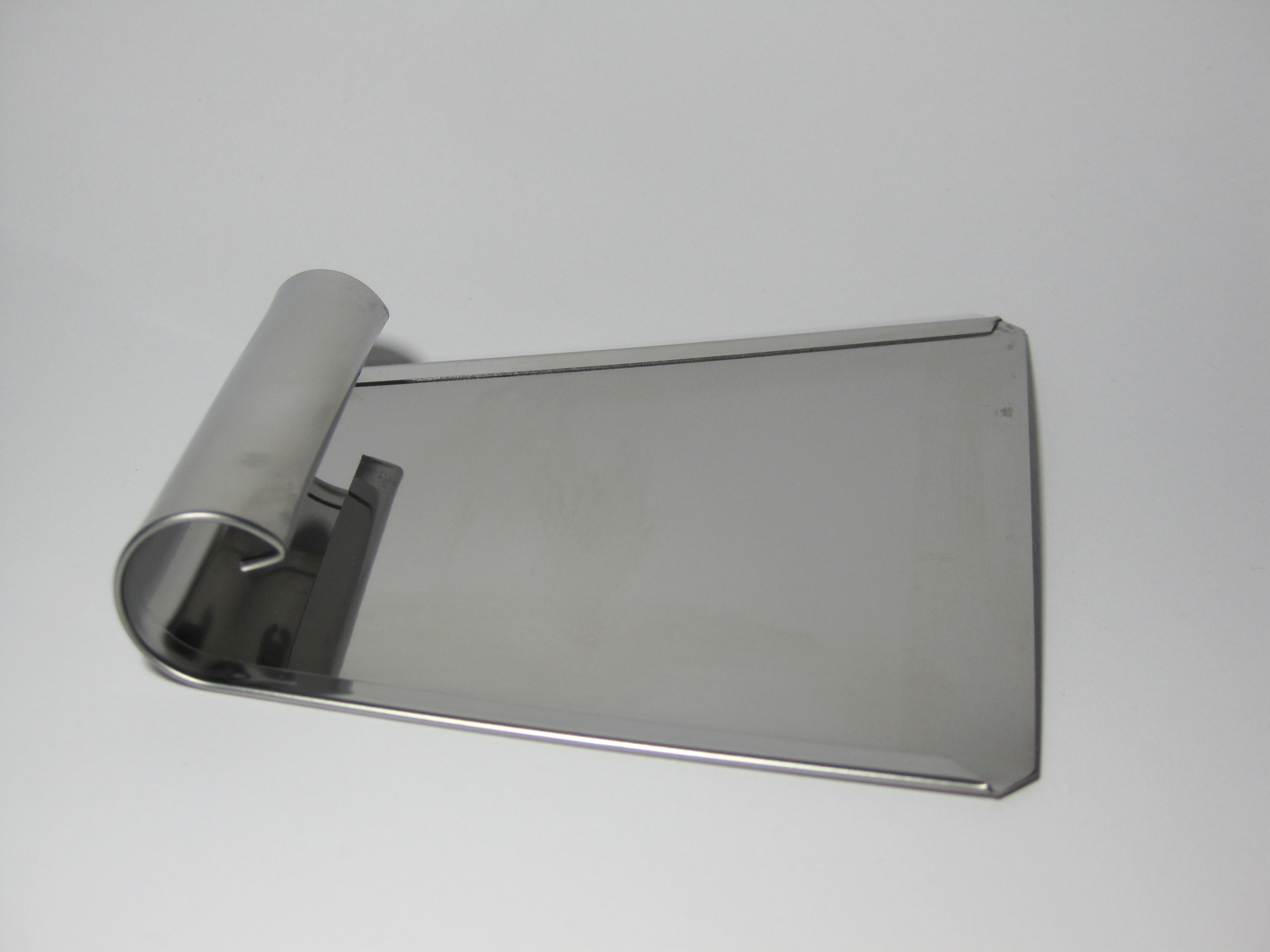
Szpatułka do szpecli (do używania z deseczką na zdjęciu po lewej)
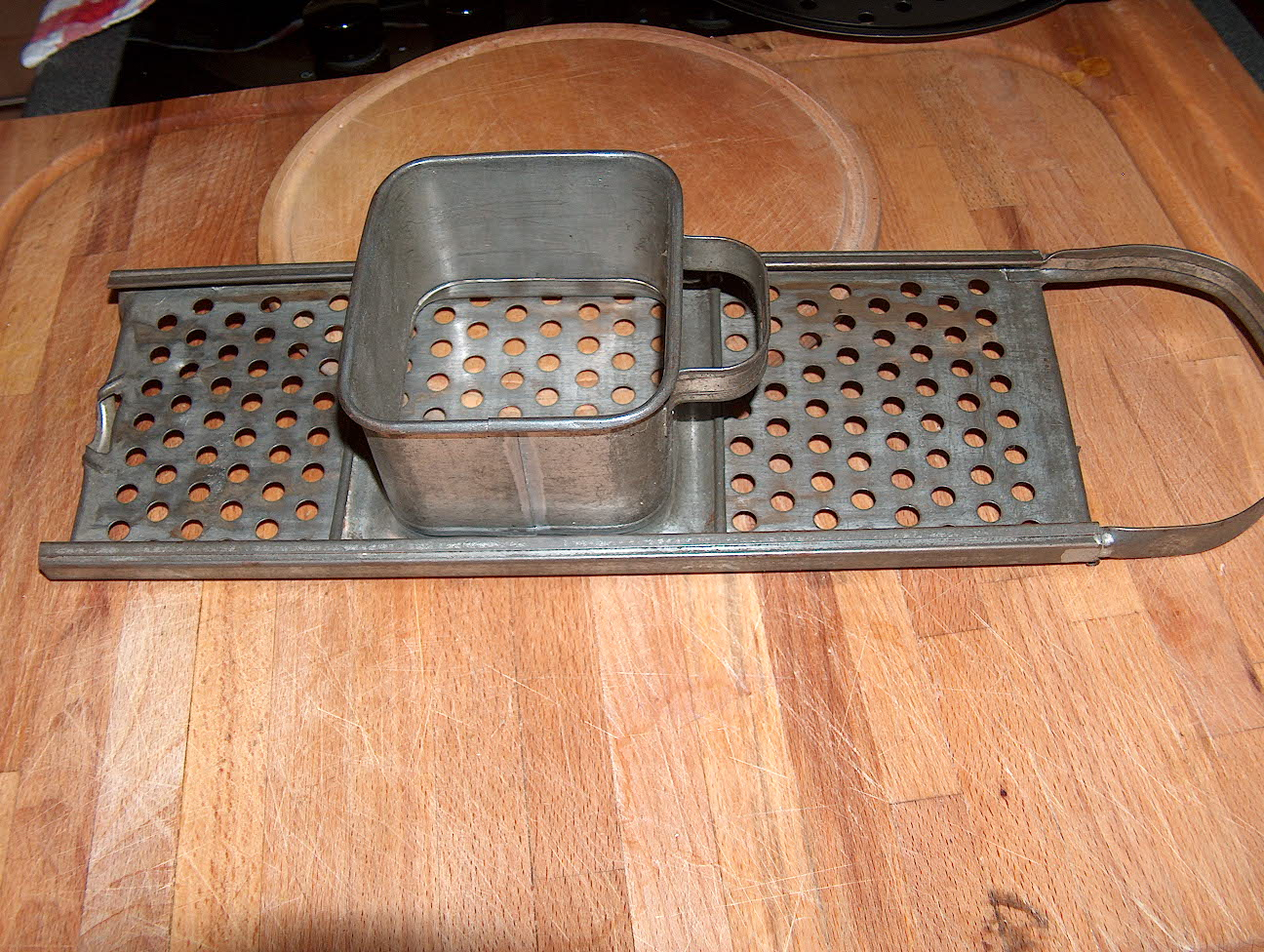
Tarka (przecierak) do klusek
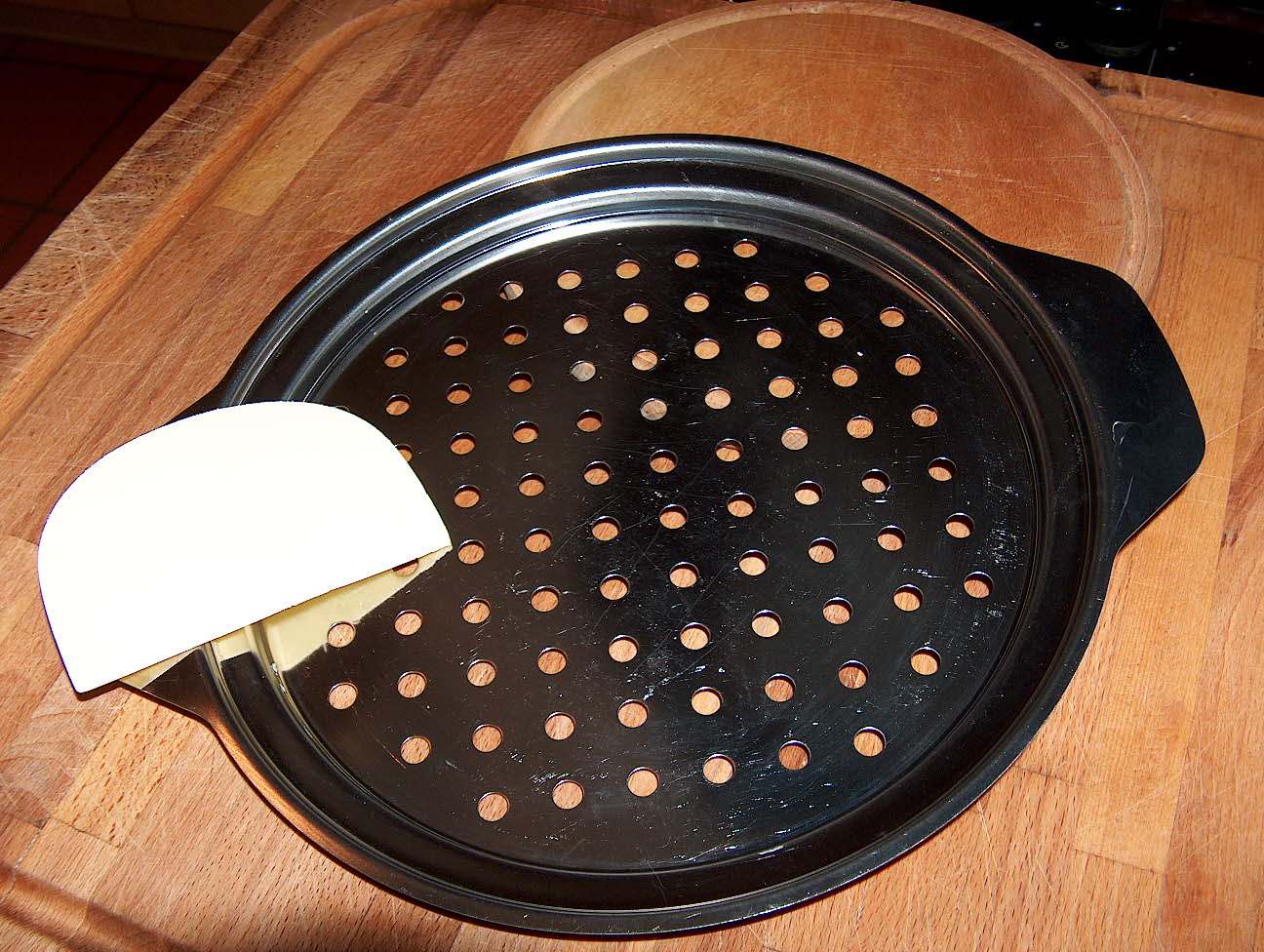
Przecierak i szpatułka do szpecli